# مارانغ مولوسيوا
مارانغ رامي مولوسيوا (مواليد 1992) ممثلة من بوتسوانا قدمت البرنامج التلفزيوني «مانتلونينغ». كما ظهرت في حلقات مسلسل إم تي في شوغا في 2020 بصفتها الممثلة الوحيدة من بوتسوانا.

## مشوارها الفني
تعود أصول مولوسيوا إلى منطقة «سيروي بالابي» لكنها نشأت في العاصمة غابورون. انخرطت مولوسيوا في التمثيل بحلول عام 2002 مع استمرارها في التدريب أكثر لاحقاً، عندما تخرجت في قسم الدراما في جامعة بريتوريا عام 2013 أو جامعة ويتواترسراند حسب مصدر آخر.
برزت مولوسيوا كمُقدمة برامج تلفزيونية للأطفال من خلال «مانتلوانيغ». الذي كان برنامجًا رائدًا على تلفزيون بوتسوانا الوليد حيث كانت مولوسيوا أحد نجومه المفضلين للأطفال. وقد تدرجت مولوسيوا بجانب ريا كوبي وفينيو موغامبان وستاكس في الوظائف بناءً على هذه التجربة المبكرة.
ظهرت مولوسيوا أيضاً على المسرح وفي أغسطس وسبتمبر 2015 قادت فريق التمثيل في مركز مسرح آرتسكيب.

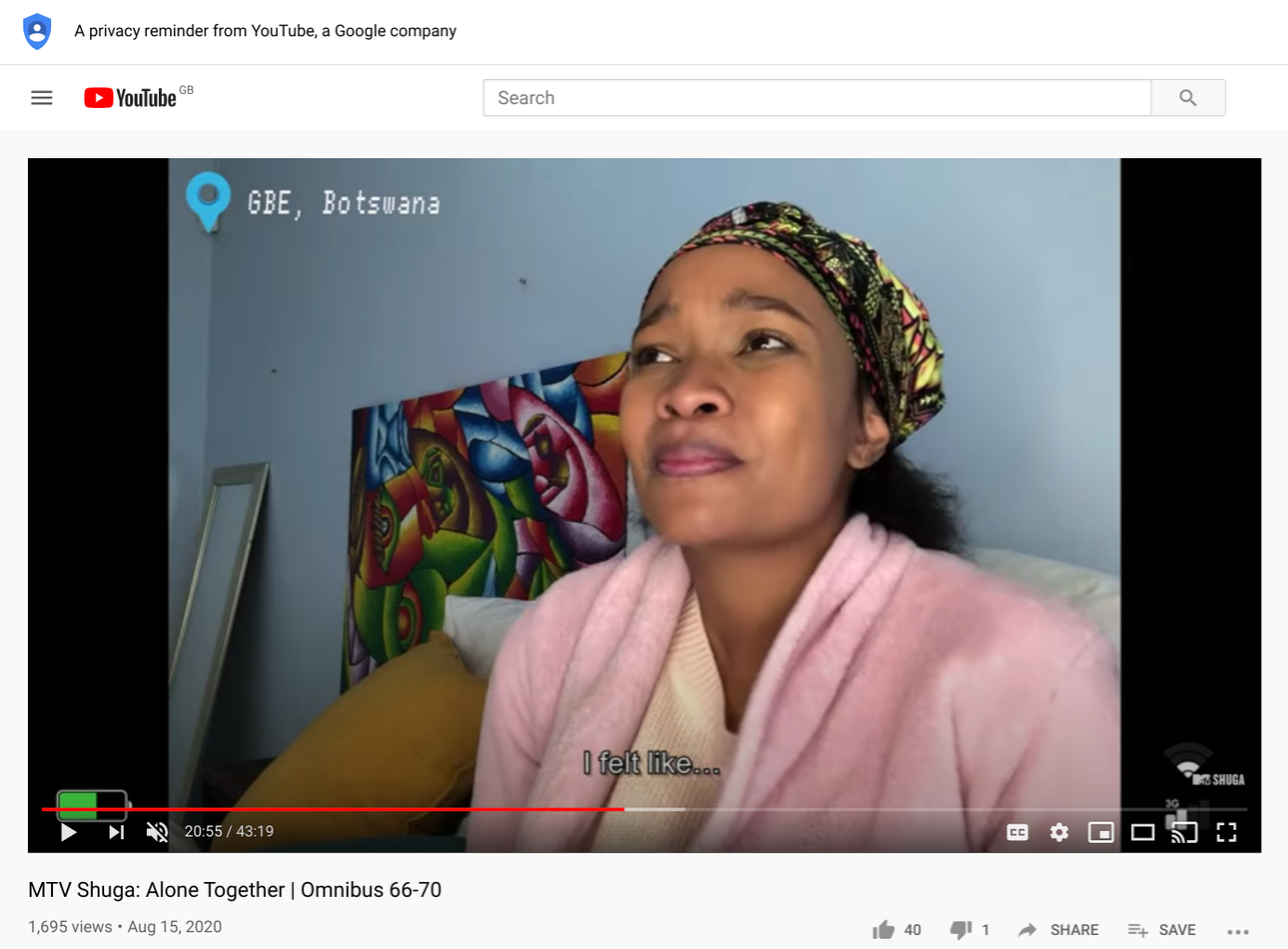
مارانغ مولوسيوا تلعب دور "بوكانغ" عبر الإنترنت في 2020 ضمن إم تي في شوغا

في 2020، جرى اختيارها للانضمام إلى طاقم المسلسل التلفزيوني متعدد الجنسيات «إم تي في شوغا». وهو مسلس تعليمي ترفيهي هَدَفَ إلى التوعية بفيروس العوز المناعي البشري. والذي لعبت فيه دور بوكانغ وهي زميلة لشخصية دينيو والتي وفقًا لحبكة المسلسل تذهب إلى جنوب أفريقيا للتعليم ثم تعود إلى بوتسوانا. في وقت الإغلاق نتيجة فيروس كورونا كان بإمكان مولوسيوا الانضمام إلى حلقات المسلسات عبر محادثات الإنترنت.
في 20 أبريل 2020، تحول «إم تي في شوغا» إلى مسلسل قصير بعنوان «إم تي في شوغا وحدك ومعاً»، يُسلط الضوء على مشاكل فيروس كورونا. وقد كتب حلقاته توند ألديسي ونكيرو نجوكو. وبُث لمدة 70 ليلة - وكانت الأمم المتحدة من بين داعميه. وقعت أحداث المسلسل في نيجيريا وجنوب أفريقيا وكينيا وساحل العاج واستُكملت حلقاته من خلال محادثات عبر الإنترنت بين شخصياته. حيث قام الممثلون بجميع أعمال التصوير والمكياج والإضاءة وما إلى ذلك. ومن بينهم ليراتو والازا، موهاو سيلي وجيميما أوسوندي. كانت مولوسيوا الممثلة الوحيدة من بوتسوانا.

## حياتها الشخصية
أعلنت مولوسيوا ولاعب كرة القدم المتقاعد ديبسي سيلولواني إنجابهما طفلاً في مايو 2020. وهو الطفل الثاني لسلولواني. كانت مولوسيوا وسلولواني شريكين لمدة أربع سنوات، قبل أن يتزوجا في 2021.